# Kim Tomczak
Kim Tomczak est un artiste canadien connu pour son travail dans les arts de la performance, la photographie et l'art vidéo. Né à Victoria, en Colombie-Britannique en 1952, il obtient en 1975 un diplôme de la Vancouver School of Art (maintenant l'Emily Carr University of Art and Design).
Tomczak est cofondateur, avec Lisa Steele, de Vtape (en), un centre d'artiste autogérés spécialisé dans la distribution de l'art vidéo, basé à Toronto. Il est également professeur à la faculté d'architecture, de paysage et de design John H. Daniels de l'Université de Toronto.

## Œuvre
Le travail artistique de Tomczak a été présenté à la Biennale de Paris, au Centre culturel canadien à Paris, à la Biennale vidéo de Vienne (où il a reçu le premier prix pour une œuvre coproduite avec Lisa Steele) ainsi qu'au Musée des beaux-arts de Montréal, à Documenta 8 à Kasel, en Allemagne, et au Centre Georges Pompidou à Paris. Ses œuvres font partie de nombreuses collections, notamment: le Musée des beaux-arts du Canada, la Galerie d'art de l'Ontario, la Vancouver Art Gallery, l'Institut d'art contemporain de Boston et les Oakville Galleries.

## Steele et Tomczak
Depuis le début des années 1980, Tomczak travaille exclusivement en collaboration avec Lisa Steele. Leur travail individuel et collaboratif a fait l'objet d'une importante exposition au Musée des beaux-arts de l'Ontario en 1989-1990. En 1993, Steele et Tomczak ont reçu deux prix: le prix Bell Canada pour l'excellence dans le domaine de l'art vidéo canadien et un Toronto Arts Award (le Peter Herndorf Media Arts Award). En 1996, leur œuvre The Blood Records: written and annoted, a été présentée en première mondiale au Museum of Modern Art de New York. Leur installation, We're Getting Younger All the Time, a été montrée à plusieurs endroits en Angleterre, à Venise et était au Fonds régional d'art contemporain Basse-Normandie en novembre 2002. En 2005, Steele et Tomczak ont remporté le Prix du Gouverneur général en arts visuels et médiatiques. En 2009, Steele et Tomczak ont reçu un doctorat honorifique de l' Université de la Colombie-Britannique (Okanagan).